# Walter Nörenberg
Walter Nörenberg (* 11. Februar 1929 in Reselkow) ist ein deutscher Landwirt, Agraringenieurökonom und ehemaliger Politiker der DDR-Blockpartei Liberal-Demokratische Partei Deutschlands (LDPD).

## Leben
Nörenberg stammt aus Hinterpommern und ist der Sohn eines Fleischers. Nach dem Volksschulbesuch schlug er eine Ausbildung in der Landwirtschaft ein und wurde Landwirt und Diplom-Agraringenieurökonom. Als solcher war er Vorsitzender der LPG (Tierproduktion) „Vorwärts“ Steigra im Kreis Querfurt. Er wohnte im benachbarten Albersroda. Nach 1990 betrieb er einen Reiterhof in Albersroda und wurde Vorsitzender des dortigen Reitvereins.

## Politik
Nach Kriegsende wurde er Mitglied der in der Sowjetischen Besatzungszone neugegründeten LDPD. Nörenberg war in den Wahlperioden von 1971 bis 1990 Mitglied der LDPD-Fraktion in der Volkskammer der DDR.